# Hamid Drake

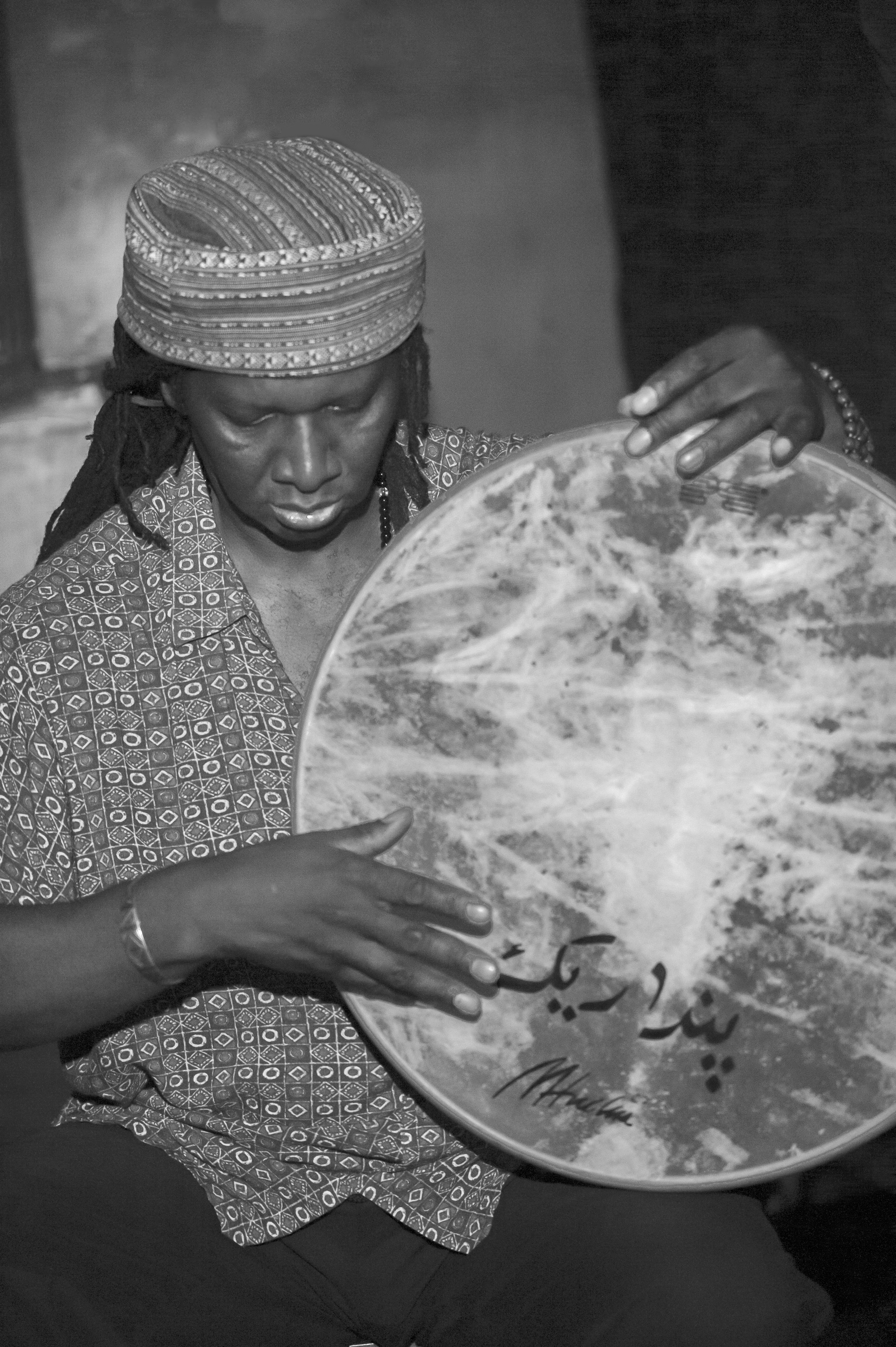
Hamid Drake

Henry Lawrence Drake (Monroe, 3 de agosto de 1955) más conocido como Hamid Drake, es un baterista y percusionista de jazz estadounidense.
A finales de la década de 1990, era considerado como uno de los mejores percusionistas del jazz y la música improvisada. Al incorporar influencias e instrumentos de percusión afrocubanos, indios y africanos, además de utilizar el conjunto de trampas estándar, Drake ha colaborado ampliamente con los mejores improvisadores de free jazz. Drake también ha interpretado música del mundo; a finales de la década de 1970, era miembro de la Sociedad Mandingo Griot de Foday Musa Suso y ha tocado reggae a lo largo de  carrera. 
Drake ha trabajado con el trompetista Don Cherry, el pianista Herbie Hancock, los saxofonistas Pharoah Sanders, Fred Anderson, Archie Shepp y David Murray y los bajistas Reggie Workman y William Parker (en muchas formaciones).
Estudió extensamente la batería, incluidos los estilos orientales y caribeños. Con frecuencia toca sin baquetas, usando sus manos para desarrollar matices sutiles y dominantes. Su forma de tocar la tabla se destaca por su sutileza y estilo. La naturaleza inquisitiva de Drake y su interés por la percusión caribeña lo llevaron a una profunda implicación con el reggae.

## Primeros años de vida
Nació en 1955 en Monroe, Luisiana, y su familia se mudó a Evanston, Illinois, cuando él era un niño. Allí comenzó a tocar con bandas locales de rock y R&B, lo que finalmente llamó la atención de Fred Anderson, un saxofonista mayor que también se había mudado a Evanston desde Monroe cuando era niño décadas antes. Drake trabajó con Anderson de 1974 a 2010, incluso en The Missing Link de 1979 de Anderson.  En los talleres de Fred Anderson, un joven Hamid conoció a Douglas Ewart, George E. Lewis y otros miembros de la Asociación para el Avance de los Músicos Creativos (AACM) de Chicago. De esta época data otra de las influencias de percusión más significativas en Drake, Ed Blackwell. Las fluidas expresiones rítmicas de Hamid y su interés en las raíces de la música atrajeron a músicos con ideas afines a un colectivo educativo y de interpretación llamado Mandingo Griot Society, que combinaba la música y la narrativa tradicionales africanas con influencias claramente estadounidenses.

## Carrera
Don Cherry, a quien Drake conoció por primera vez en 1978, fue otro colaborador continuo. Después de conocer a Don Cherry, Hamid y su colega percusionista Adam Rudolph viajaron con Don a Europa, donde exploraron el paisaje interior de la percusión y compartieron profundamente la comprensión del Sr. Cherry de las infinitas posibilidades de transformación espiritual de la música. Drake trabajó extensamente con él desde 1978 hasta la muerte de Cherry en 1995.
Drake fue uno de los fundadores, junto con Foday Musa Suso y Adam Rudolph, de The Mandingo Griot Society. Sus otros colaboradores frecuentes incluyen al bajista neoyorquino William Parker, el saxofonista David Murray, el compositor y percusionista Adam Rudolph, el saxofonista alemán de free jazz Peter Brötzmann y el baterista Michael Zerang.  

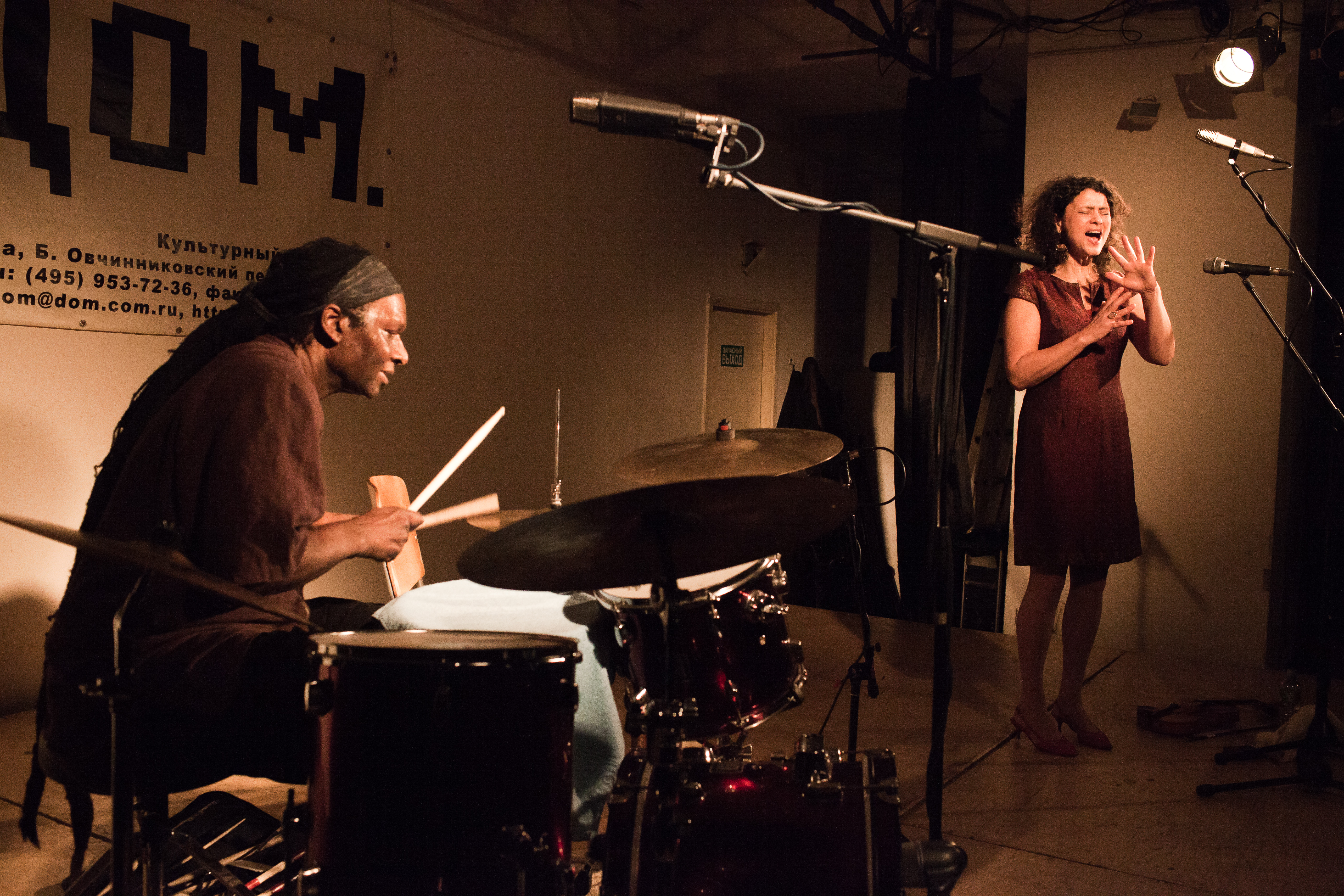
Drake actuando con Iva Bittová en Moscú en enero de 2014

Hamid Drake ha tocado y/o grabado con: Don Cherry, Pharoah Sanders, Fred Anderson, Herbie Hancock, Archie Shepp, el bajista William Parker, Reggie Workman, Yusef Lateef, Wayne Shorter, Bill Laswell, David Murray, Joe Morris, Evan Parker, Paolo Angeli, Peter Brötzmann, Jim Pepper, Roy Campbell, Matthew Shipp, Sabir Mateen, Rob Brown, Mat Walerian, Marilyn Crispell, Johnny Dyani, Dewey Redman, Joe McPhee, Adam Rudolph, Hassan Hakmoun, Joseph Jarman, George E. Lewis, John Tchicai, Iva Bittová, Ken Vandermark y casi todos los miembros de la AACM . Todos estos diversos artistas tocan en una amplia gama de entornos musicales, lo que le permite a Drake adaptarse cómodamente a los impulsos del norte y oeste de África y la India, así como al reggae y la música latina. Aunque se dedica como acompañante, también ha dedicado sus energías y creatividad como líder de banda; centrándose en sus propios grupos y proyectos como Bindu  e Indigo Trio. 
Drake ha aparecido frecuentemente con la leyenda del jazz Archie Shepp en varias configuraciones. El más común es el grupo Phat Jam junto con el boxeador y rapero de ritmo humano Napoleón Maddox. Drake también trabaja con Maddox en el grupo de jazz hip hop ISWHAT?!.  Drake actúa con grupos de jazz europeos y graba con músicos húngaros como Viktor Tóth y Mihály Dresch. Además de la batería, Drake toca el tambor de marco, la tabla y otros tambores de mano.

### Conciertos del solsticio de invierno de Drake & Zerang Duo
Desde 1991, Drake ha colaborado con el percusionista Michael Zerang para presentar conciertos anuales del solsticio de invierno. Ambos músicos se han comprometido a regresar a Chicago, dondequiera que estén actuando, para organizar el evento del solsticio que conmemora el día más corto del hemisferio norte.    (En la mayoría de los años, aproximadamente una semana después, Drake vuelve a actuar en Chicago con el DKV Trio). Sobre el evento de invierno, Drake ha dicho:

"El solsticio es un momento importante para todas las personas de cualquier religión o raza, porque se trata del ciclo de la Tierra misma, y nadie puede afirmar eso. Es una época del año en la que mucha gente está en casa y de visita, y Queríamos crear algo que la gente pudiera disfrutar en ese momento en particular, independientemente de lo que estuvieran siguiendo. Creo que de forma natural se convirtió en un evento continuo. No creo que lo hayamos planeado desde el principio".

Ocasionalmente, incluso en 2020, el dúo Hamid Drake y Michael Zerang también han realizado un concierto del solsticio de verano en Chicago.  El dúo ha lanzado dos álbumes: Ask the Sun (1996) y For Ed Blackwell (2015, grabado en 1995).  

## Discografía

### Como líder o colíder
- Emancipation Proclamation: A Real Statement of Freedom (Okka Disk, 1999) con Joe McPhee
- The All-Star Game (Eremite, 2000) con Marshall Allen, Kidd Jordan, William Parker y Alan Silva
- Reggaeology (RogueArt, 2010)
- Blissful (RogueArt, 2008)
- Bindu (RogueArt, 2005)
- Hu: Vibrational Universal Mother (Soul Jazz)
- Live at Okuden (ESP-Disk, 2016)
- Some Good News (Otoroku, 2021)

con Indigo Trio
- The Ethiopian Princess Meets the Tantric Priest (RogueArt, 2011)
- Anaya (RogueArt, 2009)
- Live in Montreal (Greenleaf, 2007)

con Mandingo Griot Society
- Mandingo Griot Society
- Mighty Rhythm
- Watto Sitta

con Adam Rudolph
- Contemplations
- 12 Arrows
- Dream Garden

con Pharoah Sanders y Adam Rudolph
- Spirits (Meta, 2000)

con Irène Schweizer
- Celebration (Intakt, 2021)

con The Turbine! (Harrison Bankhead, Benjamin Duboc, Drake, Ramon Lopez)
- Entropy/Enthalpy (RogueArt, 2015)

Varios dúos
- Drake/Stewart – Timelines
- Drake/Mateen – Brothers Together
- Drake/McPhee – Emancipation Proclamation
- Drake/Tsahar – Live at Glenn Miller Café
- Drake/Tsahar – Soul Bodies vol. 1
- Drake/Zerang – Ask the Sun (1996, Okka Disk/Pink Palace)[11]
- Drake/Zerang – For Ed Blackwell, recorded 1995 (2015, Pink Palace)[12]

### Como acompañante
con Fred Anderson
- Another Place (Moers, 1978)
- Dark Day (Message, 1979); relanzado como Dark Day + Live in Verona (Atavastic, 2001)
- The Missing Link (Nessa, 1979, lanzado en 1984)
- The Milwaukee Tapes Vol. 1 (Atavistic, 1980, lanzado en 2000)
- Destiny (Okka Disk, 1995)
- Birdhouse (Okka Disk, 1996)
- Live at the Velvet Lounge (Okka Disk, 1999)
- 2 Days in April (Eremite, 2000)
- Fred Anderson Quartet Volume Two (Asian Improv, 2000)
- On the Run, Live at the Velvet Lounge (Delmark, 2001)
- Back Together Again (Thrill Jockey, 2004)
- Blue Winter (Eremite, 2005)
- Timeless, Live at the Velvet Lounge (Delmark, 2006)
- From the River to the Ocean (Thrill Jockey, 2007)

con Irene Schweizer and Fred Anderson
- Willisau &amp; Taktlos (Intakt, 2007)

con Malachi Thompson
- Freebop Now! (Delmark, 1998)

con Scott Fields
- Five Frozen Eggs (Music and Arts/Clean Feed, 1997/2011)
- Dénouement (Geode/Clean Feed, 1999/2011)

con William Parker
- Painter's Spring (Thirsty Ear, 2000)
- Piercing the Veil (AUM Fidelity, 2001) – relanzado en 2007 como Piercing the Veil + First Communion
- O'Neal's Porch (AUM Fidelity, 2000)
- Eloping with the Sun (Riti, 2001) – con Joe Morris y William Danced
- Raining on the Moon (Thirsty Ear, 2002)
- Scrapbook (Thirsty Ear, 2003)
- Sound Unity (AUM Fidelity, 2005)
- Summer Snow (AUM Fidelity, 2005)
- Corn Meal Dance (AUM Fidelity, 2007)
- Alphaville Suite (RogueArt, 2007)
- I Plan to Stay a Believer (AUM Fidelity, 2010)
- Double Sunrise Over Neptune (AUM Fidelity, 2007)
- Petit Oiseau (AUM Fidelity, 2007)
- Essence of Ellington (Centering, 2012)
- Wood Flute Songs (AUM Fidelity, 2013)
- Organic Grooves [Parker/Drake] – Black Cherry
- Palm of Soul – Jordan/Parker/Drake
- The Last Dances – Drake/Gahnold/Parker

con Roy Campbell
- Ethnic Stew and Brew

con Herbie Hancock
- Sound-System
- Jazz Africa

con David Murray
- Gwotet
- Live in Berlin
- Waltz Again

con Rob Brown
- The Big Picture (Marge, 2004)

con Albert Beger y William Parker
- Evolving Silence Vol. 1 (Earsay's Jazz, 2005)
- Evolving Silence Vol. 2 (Earsay's Jazz, 2006)

con Chicago Trio
- Velvet Songs (RogueArt, 2011)

con Peter Brotzmann
- Brötzmann/Drake – The Dried Rat–Dog
- Brötzmann/Drake – Brötzmann/Drake
- Brötzmann/Kessler/Drake – Live at the Empty Bottle
- Brötzmann/Mahmoud Gania/Drake – The Wels Concert
- Brötzmann/Moukhtar Gania/Drake – The Catch of a Ghost
- Brötzmann/Kondo/Parker/Drake – Die Like a Dog: Fragments of Music, Life and Death of Albert Ayler
- Brötzmann/Parker/Drake – Never Too Late But Always Too Early
- Brötzmann Chicago Tentet – Broken English
- Brötzmann Chicago Octet/Tentet – The Chicago Octet/Tentet
- Brötzmann Chicago Tentet – Images
- Brötzmann Chicago Tentet – Short Visit to Nowhere
- Brötzmann Chicago Tentet – Signs
- Brötzmann Chicago Tentet – Stone/Water
- Brötzmann/Die Like a Dog – Aoyama Crows
- Brötzmann/Die Like a Dog – Close Up
- Brötzmann/Die Like a Dog – From Valley to Valley
- Brötzmann/Die Like a Dog – Little Birds Have Fast Hearts No. 1
- Brötzmann/Die Like a Dog – Little Birds Have Fast Hearts No. 2
- Parker/Brötzmann – The Bishop's Move
- Drake/Brötzmann/Hopkins – The Atlanta Concert

con Marilyn Crispell y Peter Brötzmann
- Hyperion (Music &amp; Arts, 1995)

con Steve Swell
- Swimming in a Galaxy of Goodwill and Sorrow (RogueArt, 2007)

con IsWhat?!
- You Figure It Out (Hyena, 2004)
- The Life We Chose (Hyena, 2006)

con Painkiller
- 50th Birthday Celebration Volume 12 (2003)

con Beans
- Only (with William Parker) (2006)

con Yakuza
- Transmutations (Prosthetic, 2007)

con Joshua Abrams
- Magnetoception (Eremite Records MTE-63/64, 2015)

con Mako Sica
- Ronda (Feeding Tube co-released con Astral Spirits/Instant Classic, (2018)
- Balancing Tear (Feeding Tube co-released con Astral Spirits, 2020)
- Ourania featuring Tatsu Aoki & Thymme Jones (Feeding Tube/Instant Classic, 2021)

con Chico Freeman / George Freeman
- All in the Family (Southport, (2015)

con Pharoah Sanders
- Message from Home (Verve, 1996)

con David S. Ware
- Live in the World (Thirsty Ear, 2005)

con Hugh Ragin
- Revelation (Justin Time, 2004)

con Natural Information Society
- Mandatory Reality (Eremite, 2019)
- Since Time Is Gravity (Eremite, 2023)